# Флейм, Эрик
Эрик Флейм (англ. Eric Flaim) — американский конькобежец и шорт-трекист. Серебряный олимпийский призёр в обоих видах спорта. Чемпион мира в конькобежном спорте, призёр чемпионата мира в шорт-треке. Участник четырёх зимних олимпийских игр (1988—1998), в 1988 и 1992 как конькобежец, в 1994 и 1998-м как шорт-трекист.

## Биография
Начал кататься на коньках в пятилетнем возрасте на льду пруда возле своего дома в Пембруке. Позже играл в детской команде в хоккей. В возрасте 11 лет начал заниматься шорт-треком. В 1980 году увидев триумф своего соотечественника Эрика Хайдена на олимпийских играх решил перейти в конькобежный спорт и воплотить в жизнь свою олимпийскую мечту. Шорт-трек в то время ещё не являлся олимпийским видом. В начале февраля 1988 года на чемпионате мира в спринтерском многоборье малоизвестный Эрик Флейм выиграл вторую дистанцию 1000 метров и стал бронзовым призёром многоборья. Через несколько недель на своих первых олимпийских играх выиграл серебряную медаль на дистанции 1500 м. По ходу забегов Эрик побил мировой рекорд Игоря Железовского, однако позднее его время на 6 сотых секунды превзошёл Андре Хофман и отодвинул время Эрика на второе место. Ещё через несколько недель, в марте 1988 года, выиграл чемпионат мира в классическом многоборье на льду высокогорного Медео. В сезоне 1988/1989 разделил Кубок мира на дистанции 1500 метров с Михаэлем Хадшиффом.
В 1990 году получил травму колена и пропустил целый сезон. На Олимпиаде 1992 года в Альбервиле лучшим результатом стало 6-е место на 5000 м. После олимпиады вновь перешёл в шорт-трек и через два года в Лиллехамере стал серебряным призёром олимпиады в эстафете. В 1995 году стал вторым на чемпионате мира по шорт-треку на дистанции 1500 м. На Олимпиаде 1998 года в Нагано 30-летний Флейм участвовал только в эстафете, где команда США заняла 6-е место. На церемонии открытия игр в Нагано Эрику Флейму выпала честь нести флаг США.